# Miedzna (Węgrów)
Pour les articles homonymes, voir Miedzna.
Miedzna ([ˈmjɛd͡zna]) est un village polonais situé dans la gmina de Miedzna dans le powiat de Węgrów et en voïvodie de Mazovie dans le centre-est de la Pologne.
Il est le siège administratif de la gmina de Miedzna.
Ce village se trouve à environ 8,5 kilomètres au nord-est de Węgrów (chef-lieu du powiat) et à 80 kilomètres à l'est de Varsovie (capitale de la Pologne).
Le village a une population de 1 400 habitants en 2006.

## Histoire
De 1975 à 1998, le village appartenait administrativement à la voïvodie de Siedlce.